# Ofo
Pour les articles homonymes, voir Ofo (entreprise).
L’ofo (ou anciennement ofogoula) est une langue amérindienne de la famille des langues siouanes du sous-groupe des langues siouanes de la vallée de l'Ohio, parlée en Louisiane.
La langue est éteinte depuis le XIXe siècle.

## Une langue sauvée de l'oubli
Vers 1700, des voyageurs français signalent des villages ofos en Louisiane, sur la rivière Yazoo. Les Ofos refusent de joindre les Natchez dans leur guerre contre les Français, s'installent plus au Sud et s'assimilent aux Tunica.
Le nom de la tribu, Les Ofogoulas, fait longtemps penser que les Ofos parlaient le muskogéen. Mais en 1908, l'anthropologue John R. Swanton découvre que la femme âgée qu'il utilise comme interprète en français auprès d'un Tunica, est de langue maternelle ofo. Il peut recueillir un vocabulaire, bien que cette dame n'ait plus parlé la langue depuis son enfance, et établit rapidement qu'il s'agit d'une langue siouane, proche du biloxi.